# Koşuyolu
Koşuyolu ist ein Dorf im Landkreis Savur der türkischen Provinz Mardin. Koşuyolu liegt etwa 39 km nordöstlich der Provinzhauptstadt Mardin und 16 km südöstlich von Savur. Koşuyolu hatte laut der letzten Volkszählung 440 Einwohner (Stand Ende Dezember 2009).